# Onésiphore Turgeon
Pour les articles homonymes, voir Turgeon.
Onésiphore Turgeon (Lévis, 6 septembre 1849 - 18 novembre 1944) était un instituteur, commerçant, journaliste et homme politique canadien.

## Biographie
Né à Lévis, il est le fils de Simon Turgeon et de Pélagie Paradis. Il a épousé Margaret Eulalia Bladwin, de Bathurst, le 20 août 1876. Ils eurent 5 enfants. Margaret décéda en 1896. Onésiphore Turgeon épousa ensuite Mary Loretto Meahan, aussi de Bathurst, en 1905.
Turgeon entreprend des études au Grand Séminaire de Québec mais doit les abandonner en raison de problèmes de santé. Il s'installe en 1871 à Petit-Rocher, au Nouveau-Brunswick, où il devient l'instituteur du village. Il a été impliqué dans la Question des écoles du Nouveau-Brunswick. Il quitta ensuite son poste et travailla dans le commerce.
Entre 1896 et 1899, il est le rédacteur du journal Le Courrier des provinces maritimes de Bathurst.
Sa maison, qu'il avait achetée en 1905 pour la somme de 1 800 $, à Bathurst, au Nouveau-Brunswick, fut transférée sur le site du Village Historique Acadien et complètement restaurée au début des années 2000. Construite en 1881, cette demeure est interprétée ici à son état 1928. Il s’agit d’une grande maison avec toit mansardé, à l’architecture conventionnelle.

## Politique
Onésiphore Turgeon se lance en politique fédérale en briguant le siège de député de la circonscription de Gloucester mais est battu aux élections de 1877, 1882 et 1896. Il est toutefois élu le 7 novembre 1900 et sera constamment réélu jusqu'en 1922, lorsqu'il démissionne pour devenir sénateur.
C'est sur avis de William Lyon Mackenzie King qu'il est nommé sénateur le 27 octobre 1922 et le reste jusqu'à sa mort, intervenue le 18 novembre 1944.